# Балка Довга
Балка Довга — геологічна пам'ятка природи місцевого значення. Розташована на схід від села Іллірія Лутугинського району Луганської області. Загальна площа — 5 га.
Геологічна пам'ятка отримала статус згідно з рішенням виконкому Ворошиловградської обласної ради народних депутатів № 402 від 7 грудня 1971 року, № 247 від 28 червня 1984 року.
Пам'ятка природи розповсюджується на всю протяжність балки Довга: від її верхів'їв до впадіння в річку Вільхівку. У балці відслонюється розріз середньокам'яновугільних верств башкирського ярусу. Балка складена алевролітами, пісковиками, вапняками і кам'яновугільними верствами, що вміщують палеонтологічні рештки. На одному з виходів потужних верств пісковиків утворився Іллірійський водоспад.